# Сорокін Олександр Дмитрович
Олександр Дмитрович Сорокін (28 грудня 1909, Одеса — 13 квітня 1981, Київ) — український радянський скульптор, художник-кераміст; член Спілки радянських художників України.

## Біографія
Народився 28 грудня 1909 року в місті Одесі (нині Україна). 1935 року закінчив Одеський художній інститут, де зокрема навчався у Михайла Жука, Олексія Шовкуненка, Жозефіни Діндо.
З 1934 року працював на Київському експериментальному кераміко-художньому заводі (у 1948—1955 роках обіймав посаду головного художника). Мешкав у Києві, в будинку на провулку Академіка Філатова, № 31, квартира № 30. Помер у Києві 13 квітня 1981 року.

## Творчість
Працював у галузі станкової та декоративної скульптури, проектував сувенірну продукцію, працював над декором. Створював оригінальної форми порцелянові вироби: декоративні вази, столові, чайні та кавові сервізи, посуд, оздоблений рослинним і геометричним орнаментом. За час роботи на заводі створив близько 150 авторських творів. Серед робіт:
- статуетка «Ворошилівський стрілець» (1936);
- ваза «Жити стало краще та веселіше» (1936);
- ювілейна ваза (1937);
- ваза «Казка про Івана-царевича» (1939);
- ваза з портретом Тараса Шевченка (1940);
- «На камені» (1947);
- декоративне блюдо «Дружба» (1957).

Брав участь у всеукраїнських та всесоюзних виставках з 1937 року.
Роботи художника зберінаються у Національному музеї декоративного мистецтва України та Національному музеї Тараса Шевченка у Києві.